# 魔導巧殻 〜闇の月女神は導国で詠う〜
『魔導巧殻 〜闇の月女神は導国で詠う〜』（まどうこうかく やみのつきめがみはどうこくでうたう）は、2013年4月26日にエウシュリーから発売されたアダルトゲーム。

## 概要
エウシュリー第14作目の作品。今作では『冥色の隷姫 〜緩やかに廃滅する青珊瑚の森〜』以来となる戦略SLGを採用。また戦闘パートにおいてブランド初となるRTSを採用している。「ディル＝リフィーナ」のラウルバーシュ大陸を舞台とし、時代設定は『戦女神ZERO』の100年後・『戦女神VERITA』の220年前になる。

予約特典のアペンドディスク『北方の超剛力軍DISC』には魔神ハイシェラなどが登場する。

## 登場人物

### 主人公
ヴァイスハイト・ツェリンダー / ヴァイス
声：四季路
本作の主人公。メルキア帝国前皇帝の庶子。前皇帝の没後、母親が事故死（当時から元帥であったオルファンによると「謀殺」）。その後はオルファンに引き取られる。その後、ディナスティ領の将軍として（ゲーム開始時点で）30歳近くという若さで千騎長に就く。その生い立ちから「逆境こそが人を強くする」という信念を持つ。二つ名は「簒奪王」、「賢王」の二つが有名である。ギュランドロスによると彼と同じく幸運を引き寄せる天賦の才を持っているとされる。

### メルキア帝国
リセル・ルルソン
声：北見六花
オルフェンの娘でヴァイスハイトの副官。魔導技師としても優秀で、公私に渡りヴァイスハイトを補佐する。
アル
声：篠崎双葉
4体の魔導巧殻の1体でノイアスが所持者であったがヴァイスが所持者となる。闇の月を司るアルタヌーの力を宿している。エルファティシアによりエルフとして転生することが決まっている。
ジルタニア・フィズ・メルキアーナ
声：一条和矢
メルキア帝国皇帝。ヴァイスハイトの腹違いの兄。
エイフェリア・プラダ
声：樹士メイヤ
西領バーニエを治める元帥で名家プラダ公爵家の当主。優秀な魔導技師でもある。ドワーフの血を引いているため、元帥の中では最長老でありながら見た目は若い。
リューン
声：村里琉
エイフェリアが所持する魔導巧殻で青き月を司るリューシオンの力を宿している。
オルファン・ザイルード
声：比留間京之介
南領ディナスティを治める元帥で帝国宰相を兼任する。リセルの父親でヴァイスハイトの育ての親。
ナフカ
声：夏川文香
オルファンが所持する魔導巧殻でき鏡の月を司るナフカスの力を宿している。
ガルムス・グリズラー
声：巌秋蝉
北領キサラを治める元帥。
ベル
声：冬馬由美
ガルムスが所持する魔導巧殻でき赤きの月を司るベルーラの力を宿している。

### ユン・ガソル連合国
ギュランドロス・ヴァスガン
声：御田代紺
ユン・ガソル連合国の国王で二つ名は「バカ王」。
ルイーネ・サーキュリー
声：紫苑みやび
ギュランドロスの妻で三銃士の一人。
エルミナ・エクス
声：楠鈴音
三銃士の一人で旧メルキアにおける貴族派の子孫でメルキアに抗う事に命をかけている。
パティルナ・シンク
声：榎津まお
三銃士の一人。

### アンナローツェ王国
マルギレッタ・シリオス
声：藤森ゆき奈
アンナローツェの女王。
心優しい人物だが、国の闇の部分を知らないで過ごしてきた。
リ・アネス
声：鈴音華月
アンナローツェ第三軍総騎長。マルギレッタの側近。
フェイス
声：八神大輔
アンナローツェ傭兵隊長。

### ザフハ部族国
アルフィミア・ザラ
声：かわしまりの
ザフハ部族国の国長で闇エルフである。
ネネカ・ハーネス
声：桜川未央
前国長の娘で現在はアルフィミアに操られている。

### ラナハイム王国
クライス・リル・ラナハイム
声：青島刃
ラナハイム国王。フェルアノの弟。
ラクリール・セイクラス
声：桃井いちご
ハーフエルフでクライスに依存している。
フェルアノ・リル・ラナハイム
声：紘川琴音
ラナハイム王女。クライスの姉。

### 他種族勢力
エア・シアル
声：杉原茉莉
長老の一人。
エルファティシア・ノウゲート
声：赤司弓妃
ルーンエルフの国エレン・ダ・メイルの女王。
メイメイ・アンダステーク
声：御苑生メイ
ルーンエルフ。エレン・ダ・メイルの交渉人。
ダルマグナ・ドーラ
声：真木将人
古の宮を統べるドワーフの族長
ザルマグス・グラン
声：瀬路啓維
ドワーフ族の首領。
コロナ・フリジーニ
声：上田朱音
ルモルーネ公国で暮らす自然が大好きな少女。魔獣の生贄とされた。
ギルク・セクリオン
声：山本兼平
元はユン・ガソルの剣士だが嫌気が差し退役後にルモルーネにてコロナと出会う。コロナが生贄とされそうになった時に魔獣を倒したため英雄扱いされている。

## スタッフ
- エグゼクティブ・プロデューサー - 藤原行宏
- 原画 - みつき、やくり、鳩月つみき、よしだたくま(サブ) 他
- シナリオ - 福山貴紀、箱十、平安京、飛行候補生
- プログラム - FALS
- 音楽 - クワイア

## 主題歌
オープニングテーマ「月女神の詠唱〜アリア〜」
作曲 - shihori / 編曲 - ケニーK / 歌・作詞 - オリヒメヨゾラ
エンディングテーマ「果てなき夜、紡がれた詠」
作詞 - 松長暁生 / 作曲・編曲 - ケニーK / 歌 - オリヒメヨゾラ